# پاول نیکولاس
پاول نیکولاس (به فرانسوی: Paul Nicolas) بازیکن فوتبال و مهاجم اهل فرانسه است که از سال ۱۹۲۰ تا ۱۹۳۱ میلادی عضو تیم ملی فوتبال فرانسه بوده‌است. وی در ۳۵ بازی ملی حضور داشته است و در بازی‌های ملی‌اش ۲۰ گل به ثمر رساند.